# Massilieurodes
Massilieurodes es un género de insectos hemípteros de la familia Aleyrodidae, subfamilia Aleyrodinae. El género fue descrito primero por Goux en 1939.

## Especies
La siguiente es la lista de especies pertenecientes a este género.
- Massilieurodes alabamensis Jensen, 2001
- Massilieurodes americanus Jensen, 2001
- Massilieurodes chittendeni (Laing, 1928)
- Massilieurodes curiosa Jensen, 2001
- Massilieurodes euryae (Takahashi, 1940)
- Massilieurodes fici (Takahashi, 1932)
- Massilieurodes formosensis (Takahashi, 1933)
- Massilieurodes homonoiae (Jesudasan & David, 1991)
- Massilieurodes kirishimensis (Takahashi, 1963)
- Massilieurodes monticola (Takahashi, 1932)
- Massilieurodes multipori (Takahashi, 1932)
- Massilieurodes myricae Jensen, 2001
- Massilieurodes rarasana (Takahashi, 1934)
- Massilieurodes sakaki (Takahashi, 1958)
- Massilieurodes setiger (Goux, 1939)